# Urak Lawoi
Az Urak Lawoi (malájul Orang Laut; thaiul: อูรักลาโว้ย; thai latin átírásban U-rak La-woi), vagy tengeri cigányok protomaláj nép. Phuket, Phiphi, Jum, Lanta, Bulon  szigetein, illetve az Adang-szigetcsoporthoz tartozó Lipén és Adangon él, Thaiföld nyugati partjainál. Több más néven is ismerik őket, mint Orak Lawoi', Lawta, Chao Tha Le (ชาวทะเล), Chao Nam (ชาวน้ำ), vagy Lawoi.
Nyelvüket, amely a maláj közeli rokona, de a thai nyelv is befolyásolta, mintegy nyolcezren beszélik. Nem csak őket ismerik "tengeri cigányok" (thaiul chao leh) néven: ez számos délkeletázsiai etnikum összefoglaló neve. Életmódjuk gyorsan változott az elmúlt években, a piacgazdaság gyors térhódítása és a Tarutao Nemzeti Park létrejötte miatt.

## Fordítás
Ez a szócikk részben vagy egészben  az   Urak Lawoi című angol Wikipédia-szócikk ezen változatának fordításán alapul.  Az eredeti cikk szerkesztőit annak laptörténete sorolja fel. Ez a jelzés csupán a megfogalmazás eredetét és a szerzői jogokat jelzi, nem szolgál a cikkben szereplő információk forrásmegjelöléseként.